# Institutionell konstteorin
Den institutionella konstteorin gör gällande att konst som fenomen definieras av etablerade institutioner i konstvärlden. Dessa kan vara gallerier, museer och konstbiennaler men också kuratorer och konstteoretiker.
Teorin formulerades av den amerikanske konstkritikern George Dickie i boken Art and the Aesthetic: An Institutional Analysis (1974).